# Glasgow Haskell Compiler
The Glorious Glasgow Haskell Compilation System, mais conhecido como Glasgow Haskell Compiler ou GHC, é um compilador de código aberto para a linguagem de programação funcional Haskell. Os principais desenvolvedores são Simon Peyton Jones e Simon Marlow.

## História
O GHC foi começado em 1989 como um protótipo, escrito em Lazy ML por Kevin Hammond na Universidade de Glasgow. No fim do ano, o protótipo foi completamento reescrito em Haskell, exceto o analisador sintático, por Cordelia Hall, Will Partain e Simon Peyton Jones. Sua primeira versão beta foi lançada em 1 de abril de 1991.
Peyton Jones e Simon Marlow posteriormente se mudaram para a Microsoft Research em Cambridge, onde continuou a ser o principal responsável pelo desenvolvimento do software. Entretanto, o GHC possui código de mais de sessenta contribuidores.

## Linguagem
O GHC é suportado para o último padrão da linguagem, chamado Haskell 2010. Entretanto, também suporta várias extensões opcionais ao padrão.

## Portabilidade
Versões do GHC estão disponíveis para diversas plataformas, incluindo Windows e diversas variedades de Unix (como Linux e Mac OS X.) O GHC também foi portado para diversas arquiteturas de computador.